# Aușel cu creștet auriu
Aușelul cu creștet auriu (Regulus satrapa) este o pasăre paseriformă foarte mică din familia regulidelor, care trăiește în cea mai mare parte a Americii de Nord.